# Снежная королева (балет)
Снежная королева (фин. Lumikuningatar, швед. Snödrottningen) — балет в хореографии Кеннета Грива на музыку финского композитора Туомаса Кантелинена по сказке Ханса Кристиана Андерсена «Снежная королева».
Премьера балета состоялась 23 ноября 2012 года на сцене Финской национальной оперы в честь 90-летия Финского национального балета.

## Первая постановка
- Криста Косонен — Бабушка (не танцевальная роль)
- Салла Ээрола[фин.] — Герда
- Самули Поутанен[фин.] — Кай
- Тийна Мюллюмяки[фин.] — Снежная королева
- Елена Ильина — Лапландский сейд (Lapin seita)
- Вилфрид Якобс[фин.] — Лапландский колдун (Lapin velho)